# Irish International 2013
Die Irish International Future Series 2013 im Badminton fand vom 10. bis zum 13. Oktober 2013 in Dublin statt. Es war die zweite Auflage dieser Veranstaltung, nicht zu verwechseln mit den traditionsreicheren Irish Open.

## Sieger und Platzierte
| Disziplin    | Gold                                | Silber                          | Bronze                             |
| ------------ | ----------------------------------- | ------------------------------- | ---------------------------------- |
| Herreneinzel | Kian Andersen                       | Anton Kaisti                    | Joshua Eipe                        |
| Herreneinzel | Kian Andersen                       | Anton Kaisti                    | Maxime Michel                      |
| Dameneinzel  | Delphine Lansac                     | Laura Sárosi                    | Airi Mikkelä                       |
| Dameneinzel  | Delphine Lansac                     | Laura Sárosi                    | Anne Hald                          |
| Herrendoppel | Jonathan Dolan Sam Magee            | Kek Jamnik Alen Roj             | Florian Schmid Gilles Tripet       |
| Herrendoppel | Jonathan Dolan Sam Magee            | Kek Jamnik Alen Roj             | Mika Koskenneva Jesper von Hertzen |
| Damendoppel  | Louise Grimm Hansen Louise Seiersen | Rebekka Findlay Caitlin Pringle | Keady Smith Alannah Stephenson     |
| Damendoppel  | Louise Grimm Hansen Louise Seiersen | Rebekka Findlay Caitlin Pringle | Jenny Nyström Sonja Pekkola        |
| Mixed        | Anton Kaisti Jenny Nyström          | Jordan Corvée Marie Batomene    | Kristoffer Knudsen Louise Seiersen |
| Mixed        | Anton Kaisti Jenny Nyström          | Jordan Corvée Marie Batomene    | Oliver Schaller Ayla Huser         |